# Бойзель, Рауль
Рауль де Мескита Бойзель (порт. Raul de Mesquita Boesel, 4 декабря 1957 года, Куритиба) — бразильский автогонщик, пилот Формулы-1. Победитель чемпионата мира по гонкам спортивных автомобилей 1987 года.

## Биография
В 1974 году дебютировал в бразильском картинговом чемпионате, выиграл несколько титулов. С 1978 года выступал в бразильском чемпионате кузовных автомобилей. В 1980 году переехал в Великобританию, где выиграл вице-чемпионский титул в британской Формуле-Форд, после чего перешёл в британский чемпионат Формулы-3. В 1981 году занял третье место в британской Формуле-3 с двумя победами в Сильверстоуне и одной в Оултон-Парке. В 1982 году дебютировал в чемпионате мира Формулы-1 за рулём автомобиля March, за весь сезон очков не набрал, пять раз не прошёл квалификацию. На следующий год провёл столь же безрезультативный сезон в команде Ligier и в 1984 году вернулся в Бразилию, чтобы выступить в южноамериканском чемпионате Формулы-2. Выиграл гонку Формулы-2 в Рио-де-Жанейро.

В 1985 году дебютировал в чемпионате CART, завоевал лучшее место для новичка на старте гонки «Инди 500» 1985 года. В 1987 году перешёл в чемпионат мира спортивных автомобилей, где сразу завоевал чемпионский титул за рулём автомобиля «Ягуар XJR-9». На следующий год вернулся в CART, где выступал до 1997 года. За время выступлений трижды завоёвывал поул, несколько раз финишировал вторым, лидировал во многих гонках, но ни разу не сумел победить в гонке. В 1998 году перешёл в серию IRL IndyCar, где также не одержал ни одной победы. С 2001 года выступает в различных бразильских кузовных чемпионатах, в 2002 году выиграл гонку «1000 километров Бразилии» на автомобиле «Порше 911 GT3-RS», в 2006 году занял второе место в гонке «Миль Мильяс Бразилейрас».

## Результаты выступлений в Формуле-1
| Легенда к таблице |                                                                    |
| --- | ------------------------------------------------------------------ |
| В таблице перечислены результаты всех Гран-при Формулы-1, в которых принимал участие гонщик. Строками таблицы являются сезоны, столбцами — этапы чемпионата мира. В каждой клетке указаны сокращённое название этапа и результат, дополнительно обозначенный цветом. Расшифровка обозначений и цветов представлена в нижеследующей таблице. |                                                                    |
| \| Пример \| Описание \| \| ------------ \| ------------------------------------------------------------------ \| \| 1 \| Победитель \| \| 2 \| Второе место \| \| 3 \| Третье место \| \| 5 \| Финишировал, заработав очки \| \| Сход \| Не финишировал, но при этом заработал очки \| \| 12 \| Финишировал, не получив очков \| \| НКЛ \| Финишировал, но не попал в финальную классификацию \| \| 15 \| Участвовал вне зачёта, либо по отдельной классификации \| \| 18 \| Не финишировал, но попал в финальную классификацию \| \| Сход \| Не финишировал \| \| НКВ \| Не прошёл квалификацию \| \| НПКВ \| Не прошёл предквалификацию \| \| ДСК \| Дисквалифицирован \| \| ИСК \| Исключён из протокола соревнований \| \| ТТ \| Заявлен для участия только в тренировках \| \| НС \| Участвовал в квалификации, но не стартовал в гонке \| \| Т \| Травмирован или болен \| \| ОТК \| Отказ от участия \| \| НТР \| Прибыл на соревнования, но на трассу не выезжал \| \| НПР \| Был заявлен в числе участников, но не прибыл к началу соревнований \| \| О \| Соревнования отменены \| \| \| Не участвовал \| \| Поул-позиция \| \| \| Быстрый круг \| \| |                                                                    |
| Пример | Описание                                                           |
| 1 | Победитель                                                         |
| 2 | Второе место                                                       |
| 3 | Третье место                                                       |
| 5 | Финишировал, заработав очки                                        |
| Сход | Не финишировал, но при этом заработал очки                         |
| 12 | Финишировал, не получив очков                                      |
| НКЛ | Финишировал, но не попал в финальную классификацию                 |
| 15 | Участвовал вне зачёта, либо по отдельной классификации             |
| 18 | Не финишировал, но попал в финальную классификацию                 |
| Сход | Не финишировал                                                     |
| НКВ | Не прошёл квалификацию                                             |
| НПКВ | Не прошёл предквалификацию                                         |
| ДСК | Дисквалифицирован                                                  |
| ИСК | Исключён из протокола соревнований                                 |
| ТТ | Заявлен для участия только в тренировках                           |
| НС | Участвовал в квалификации, но не стартовал в гонке                 |
| Т | Травмирован или болен                                              |
| ОТК | Отказ от участия                                                   |
| НТР | Прибыл на соревнования, но на трассу не выезжал                    |
| НПР | Был заявлен в числе участников, но не прибыл к началу соревнований |
| О | Соревнования отменены                                              |
| | Не участвовал                                                      |
| Поул-позиция |                                                                    |
| Быстрый круг |                                                                    |

| Сезон | Команда | Шасси       | Двигатель | Ш | 1        | 2        | 3        | 4     | 5        | 6        | 7        | 8        | 9        | 10       | 11      | 12       | 13      | 14       | 15      | 16     | Место | Очки |
| ----- | ------- | ----------- | --------- | - | -------- | -------- | -------- | ----- | -------- | -------- | -------- | -------- | -------- | -------- | ------- | -------- | ------- | -------- | ------- | ------ | ----- | ---- |
| 1982  | March   | March 821   | Cosworth  | P | ЮАР 15   | БРА Сход | СШЗ 9    | САН   | БЕЛ 8    |          |          |          |          |          |         |          |         |          |         |        | -     | 0    |
| 1982  | March   | March 821   | Cosworth  | A |          |          |          |       |          | МОН НПКВ | ДЕТ Сход | КАН Сход | НИД Сход | ВЕЛ НКВ  | ФРА НКВ | ГЕР Сход | АВТ НКВ | ШВА Сход |         |        | -     | 0    |
| 1982  | March   | March 821   | Cosworth  | M |          |          |          |       |          |          |          |          |          |          |         |          |         |          | ИТА НКВ | СИЗ 13 | -     | 0    |
| 1983  | Ligier  | Ligier JS21 | Cosworth  | M | БРА Сход | СШЗ 7    | ФРА Сход | САН 9 | МОН Сход | БЕЛ 13   | ДЕТ 10   | КАН Сход | ВЕЛ Сход | ГЕР Сход | АВТ НКВ | НИД 10   | ИТА НКВ | ЕВР 15   | ЮАР НКЛ |        | -     | 0    |

## Результаты выступлений в серии CART
| Год  | Команда                   | Победы | Очки | Место |
| ---- | ------------------------- | ------ | ---- | ----- |
| 1985 | Dick Simon Racing         | 0      | 10   | 30    |
| 1986 | Dick Simon Racing         | 0      | 54   | 13    |
| 1987 | Granatelli                | 0      | 8    | 27    |
| 1988 | Shierson Racing           | 0      | 89   | 8     |
| 1989 | Shierson Racing           | 0      | 68   | 11    |
| 1990 | Truesports                | 0      | 42   | 12    |
| 1992 | Dick Simon Racing         | 0      | 80   | 9     |
| 1993 | Dick Simon Racing         | 0      | 132  | 5     |
| 1994 | Dick Simon Racing         | 0      | 90   | 7     |
| 1995 | Rahal-Hogan Racing        | 0      | 48   | 16    |
| 1996 | Team Green                | 0      | 17   | 22    |
| 1997 | Patrick Racing            | 0      | 91   | 10    |
| 1999 | Green/All American Racers | 0      | 1    | 32    |

## Результаты выступлений в серии IRL
| Год  | Команда                    | Победы | Очки | Место |
| ---- | -------------------------- | ------ | ---- | ----- |
| 1998 | McCormack Motorsports      | 0      | 132  | 20    |
| 1999 | McCormack/Brant            | 0      | 98   | 23    |
| 2000 | Treadway-Vertex Cunningham | 0      | 14   | 37    |
| 2002 | Bradley Motorsports        | 0      | 158  | 19    |